# Curtain Call: The Hits
Curtain Call: The Hits (englisch etwa für „Verneigung: Die Hits“) ist das erste Best-of-Album des US-amerikanischen Rappers Eminem. Es erschien am 2. Dezember 2005 über sein eigenes Label Shady Records sowie über Aftermath Entertainment und Interscope Records.

## Inhalt
Die auf dem Album enthaltenen Lieder sind hauptsächlich zuvor veröffentlichte Singles. Diese stammen von Eminems bis 2005 erschienenen vier Soloalben The Slim Shady LP (zwei Songs), The Marshall Mathers LP (drei Songs), The Eminem Show (drei Songs) und Encore (drei Songs) sowie dem Soundtrack-Album zu dem 2002 erschienenen Kinofilm 8 Mile (ein Song). Auf dem Album sind allerdings auch drei neue Lieder enthalten. Der Song Fack thematisiert Geschlechtsverkehr auf sehr ironische und überspitzte Weise. Shake That ist ein Clubbanger, der sich auf die Hinterteile von Frauen spezialisiert. Lediglich When I’m Gone ist ein ernstes Lied, in dem Eminem davon spricht, dass aufgrund seiner Karriere seine Familie, insbesondere seine Tochter Hailie, zu kurz kommt und er sich in Zukunft mehr um diese kümmern will. Der Song soll außerdem das Ende eines Abschnitts seiner Karriere symbolisieren.
Neben der normalen Version gibt es auch eine Deluxe Edition mit sieben weiteren Tracks. Die Bonus-CD (Stan’s Mixtape) enthält Lieder, die Eminem zu seinen Lieblingssongs zählt.

## Produktion
Die für die Best-of-Zusammenstellung ausgewählten Songs wurden überwiegend von Eminem selbst oder Dr. Dre produziert. Bei einigen Produktionen assistierten Mel-Man und die Bass Brothers. Außerdem wirkten The 45 King, DJ Head und Mike Elizondo, sowie das Trio Chucky Thompson, P. Diddy und Mario Winans an je einem Beat mit. Eminem fungierte als ausführender Produzent und produzierte die Beats zu den drei neuen Songs Fack, Shake That und When I’m Gone.

## Covergestaltung
Das Albumcover zeigt Eminem nur bis zur Brust. Er steht im Anzug auf der Bühne vor einem blauen Vorhang und verbeugt sich. Der Boden ist bedeckt mit roten Rosen. In der Mitte der Illustration stehen die Schriftzüge Eminem, Curtain Call und The Hits untereinander.

## Gastbeiträge
Manche der ausgewählten Songs enthalten Features anderer Künstler. So wird bei Stan der Refrain von der britischen Sängerin Dido gesungen (aus deren Hit Thank You der Refrain im Original stammt), und Eminems Produzent Dr. Dre hat einen Gastpart auf dem Track Guilty Conscience. Auf der zusätzlichen Live-Version von Stan singt Elton John den Part von Dido, und Nate Dogg ist in dem neuen Lied Shake That zu hören. Außerdem befindet sich auf der Deluxe Edition ein Gastbeitrag von Eminems Rapcrew D12 (Shit on You). Des Weiteren sind auf der Bonus-CD die Songs Dead Wrong aus dem Album Born Again von Notorious B.I.G. und Renegade vom Album The Blueprint von Jay-Z enthalten, auf denen die genannten Rapper Gastbeiträge haben.

## Titelliste
| #  | Titel                  | Gastbeiträge | Produzent                   | Länge | Original-Album (Jahr)          |
| -- | ---------------------- | ------------ | --------------------------- | ----- | ------------------------------ |
| 1  | Curtain Call (Intro)   |              |                             | 0:33  | zuvor unveröffentlicht         |
| 2  | Fack                   |              | Eminem                      | 3:25  | zuvor unveröffentlicht         |
| 3  | The Way I Am           |              | Eminem                      | 4:50  | The Marshall Mathers LP (2000) |
| 4  | My Name Is             |              | Dr. Dre                     | 4:28  | The Slim Shady LP (1999)       |
| 5  | Stan                   | Dido         | The 45 King und Eminem (Co) | 6:44  | The Marshall Mathers LP (2000) |
| 6  | Lose Yourself          |              | Eminem und Jeff Bass (Co)   | 5:26  | 8 Mile OST (2002)              |
| 7  | Shake That             | Nate Dogg    | Eminem                      | 4:34  | zuvor unveröffentlicht         |
| 8  | Sing for the Moment    |              | Eminem und Jeff Bass (Co)   | 5:40  | The Eminem Show (2002)         |
| 9  | Without Me             |              | Eminem und Jeff Bass (Co)   | 4:50  | The Eminem Show (2002)         |
| 10 | Like Toy Soldiers      |              | Eminem                      | 4:56  | Encore (2004)                  |
| 11 | The Real Slim Shady    |              | Dr. Dre und Mel-Man         | 4:45  | The Marshall Mathers LP (2000) |
| 12 | Mockingbird            |              | Eminem                      | 4:10  | Encore (2004)                  |
| 13 | Guilty Conscience      | Dr. Dre      | Dr. Dre und Eminem          | 3:20  | The Slim Shady LP (1999)       |
| 14 | Cleanin’ Out My Closet |              | Eminem und Jeff Bass        | 4:58  | The Eminem Show (2002)         |
| 15 | Just Lose It           |              | Dr. Dre und Mike Elizondo   | 4:08  | Encore (2004)                  |
| 16 | When I’m Gone          |              | Eminem                      | 4:41  | zuvor unveröffentlicht         |
| 17 | Stan (Live)            | Elton John   | Recording Academy           | 6:20  | (2001)                         |

Bonus CD („Stan’s Mixtape“):
| # | Titel                  | Gastbeiträge         | Produzent                                  | Länge | Original-Album (Jahr)          |
| - | ---------------------- | -------------------- | ------------------------------------------ | ----- | ------------------------------ |
| 1 | Dead Wrong             | The Notorious B.I.G. | Chucky Thompson, P. Diddy und Mario Winans | 4:57  | Born Again (1999)              |
| 2 | Role Model             |                      | Dr. Dre und Mel-Man                        | 3:25  | The Slim Shady LP (1999)       |
| 3 | Kill You               |                      | Dr. Dre und Mel-Man                        | 4:24  | The Marshall Mathers LP (2000) |
| 4 | Shit on You            | D12                  | DJ Head und Eminem (Co)                    | 5:14  | Devils Night (2001)            |
| 5 | Criminal               |                      | Eminem und Bass Brothers                   | 5:19  | The Marshall Mathers LP (2000) |
| 6 | Renegade               | Jay-Z                | Eminem                                     | 5:38  | The Blueprint (2001)           |
| 7 | Just Don’t Give a Fuck |                      | Bass Brothers                              | 4:02  | The Slim Shady LP (1999)       |

## Kritiken
| Professionelle Bewertungen | Professionelle Bewertungen |
| -------------------------- | -------------------------- |
| Kritiken                   |                            |
| Quelle                     | Bewertung                  |
| laut.de                    | [ 4 ]                      |
| cdstarts.de                | [ 5 ]                      |
| Rolling Stone              | [ 6 ]                      |
| allmusic                   | [ 7 ]                      |
| RapReviews                 | [ 8 ]                      |
| cnet.de                    | [ 9 ]                      |

Die Kritiken zum Album fielen durchschnittlich bis positiv aus.
- Bei laut.de erhielt Curtain Call: The Hits drei von möglichen fünf Punkten. Es sei eine gelungene Zusammenstellung von Eminems besten Liedern:

„‚Curtain Call‘ enthält neben gängigen Hits drei neue Stücke, einige rare Tracks sowie persönliche Lieblingsnummern des weißen Rapstars, den die Black Community mehr respektiert als liebt. […] Dazwischen streut der Rapstar neue Tracks, wie die eindringlich pathetische Single ‚When I’m Gone‘. […] ‚Fack‘ präsentiert den durchschnittlichen Eminem-Flow, während ‚Shake That‘ als Highlight der Neulinge durchgeht. Der körnig swingende Club-Tune mit G-Funk-Tenor Nate Dogg gehört zu den am obszönsten groovenden Nummern, die der Detroiter in jüngster Zeit abgeliefert hat.“

- Die Internetseite cnet.de gab der CD acht von zehn möglichen Punkten:

„‚Curtain Call‘ [ist] ein opulentes und geschmackssicher kompiliertes Greatest-Hits-Album. Man kennt sie, die Hits. ‚My Name Is‘, […] ‚Stan‘, ‚Lose Yourself‘, ‚Like Toy Soldiers‘ oder ‚The Real Slim Shady‘. Die bitterbösen Clips zu den Songs liefen auf dem Musiksendern in Rotation, irritierten und polarisierten. Dass man über diese Art von Musik, über die Raps, aber auch die Beats staunen kann, das geriet vielleicht allzu oft in Vergessenheit. […] Die drei neuen Stücke [sind] alle relativ fest im typischen Eminem-Kosmos verankert. ‚When I’m Gone‘ gefällt besonders.“

## Kommerzieller Erfolg

### Chartplatzierungen und Singles
Curtain Call: The Hits stieg in der 51. Kalenderwoche des Jahres 2005 auf Platz 7 in die deutschen Charts ein und belegte in den darauf folgenden Wochen die Ränge 11 und 10, bevor es sich für zwei weitere Wochen auf Platz 7 festsetzte. Insgesamt hielt sich das Album neun Wochen in den Top 10 und 43 Wochen in den Top 100. In mehreren Ländern konnte das Best-of-Album die Spitzenposition der Charts erreichen, darunter befinden sich die USA, Großbritannien, Kanada, Dänemark, Irland, Australien und Neuseeland. In Norwegen reichte es zu Platz 2, in Österreich, der Schweiz und den Niederlanden zu Rang 5. Am längsten hält sich das Album mit über 734 Wochen in den US-Charts, die allerdings 200 Plätze umfassen. In den Charts des Jahrzehnts (2000–2009) belegte Curtain Call: The Hits in den Vereinigten Staaten Rang 161.
| ChartsChartplatzierungen       | Höchstplatzierung | Wochen |
| ------------------------------ | ----------------- | ------ |
| Deutschland (GfK)              | 7 (43 Wo.)        | 43     |
| Österreich (Ö3)                | 5 (28 Wo.)        | 28     |
| Schweiz (IFPI)                 | 5 (37 Wo.)        | 37     |
| Vereinigte Staaten (Billboard) | 1 (… Wo.)         | …      |
| Vereinigtes Königreich (OCC)   | 1 (… Wo.)         | …      |

| ChartsJahrescharts (2005)    | Platzierung |
| ---------------------------- | ----------- |
| Vereinigtes Königreich (OCC) | 9           |

| ChartsJahrescharts (2006)      | Platzierung |
| ------------------------------ | ----------- |
| Deutschland (GfK)              | 31          |
| Österreich (Ö3)                | 34          |
| Schweiz (IFPI)                 | 23          |
| Vereinigte Staaten (Billboard) | 6           |
| Vereinigtes Königreich (OCC)   | 89          |

| ChartsJahrescharts (2011)      | Platzierung |
| ------------------------------ | ----------- |
| Vereinigte Staaten (Billboard) | 145         |

| ChartsJahrescharts (2015)      | Platzierung |
| ------------------------------ | ----------- |
| Vereinigte Staaten (Billboard) | 107         |
| Vereinigtes Königreich (OCC)   | 88          |

| ChartsJahrescharts (2016)      | Platzierung |
| ------------------------------ | ----------- |
| Vereinigte Staaten (Billboard) | 110         |
| Vereinigtes Königreich (OCC)   | 64          |

| ChartsJahrescharts (2017)      | Platzierung |
| ------------------------------ | ----------- |
| Vereinigte Staaten (Billboard) | 76          |
| Vereinigtes Königreich (OCC)   | 34          |

| ChartsJahrescharts (2018)      | Platzierung |
| ------------------------------ | ----------- |
| Vereinigte Staaten (Billboard) | 59          |
| Vereinigtes Königreich (OCC)   | 29          |

| ChartsJahrescharts (2019)      | Platzierung |
| ------------------------------ | ----------- |
| Vereinigte Staaten (Billboard) | 66          |
| Vereinigtes Königreich (OCC)   | 31          |

| ChartsJahrescharts (2020)      | Platzierung |
| ------------------------------ | ----------- |
| Vereinigte Staaten (Billboard) | 170         |
| Vereinigtes Königreich (OCC)   | 28          |

| ChartsJahrescharts (2021)      | Platzierung |
| ------------------------------ | ----------- |
| Vereinigte Staaten (Billboard) | 48          |
| Vereinigtes Königreich (OCC)   | 19          |

| ChartsJahrescharts (2022)      | Platzierung |
| ------------------------------ | ----------- |
| Vereinigte Staaten (Billboard) | 45          |
| Vereinigtes Königreich (OCC)   | 6           |

| ChartsJahrescharts (2023)      | Platzierung |
| ------------------------------ | ----------- |
| Vereinigte Staaten (Billboard) | 36          |
| Vereinigtes Königreich (OCC)   | 7           |

| ChartsJahrescharts (2024)      | Platzierung |
| ------------------------------ | ----------- |
| Vereinigte Staaten (Billboard) | 37          |
| Vereinigtes Königreich (OCC)   | 13          |

Die einzige weltweit veröffentlichte Single des Albums When I’m Gone nährte die Spekulationen um einen Rückzug Eminems aus dem Rapgeschäft und erreichte in vielen Ländern die Top 10. In Deutschland stieg der Song bis auf Rang 6, konnte sich 16 Wochen in den Top 100 halten und erhielt im Jahr 2018 für über 150.000 verkaufte Einheiten eine Goldene Schallplatte. Die zweite Single Shake That erschien lediglich in den USA und konnte dort auf Platz 6 einsteigen und sich 15 Wochen in den Top 100 halten.

### Auszeichnungen für Musikverkäufe
In den Vereinigten Staaten verkaufte sich das Album in den ersten drei Wochen etwa 1,2 Millionen Mal und wurde 2022 für mehr als zehn Millionen Verkäufe mit einer Diamantenen Schallplatte ausgezeichnet. In Deutschland erhielt es 2019 eine fünffache Goldene Schallplatte für über 500.000 verkaufte Einheiten. Die weltweiten Verkaufszahlen belaufen sich auf mehr als 15,9 Millionen.
| Land/Region                  | Auszeichnungen für Musikverkäufe (Land/Region, Auszeichnung, Verkäufe) | Verkäufe    |
| ---------------------------- | ---------------------------------------------------------------------- | ----------- |
| Australien (ARIA)            | 12× Platin                                                             | 840.000     |
| Brasilien (PMB)              | Gold                                                                   | 50.000      |
| Dänemark (IFPI)              | 7× Platin                                                              | 140.000     |
| Deutschland (BVMI)           | 5× Gold                                                                | 500.000     |
| Europa (IFPI)                | 2× Platin                                                              | (2.000.000) |
| Frankreich (SNEP)            | 2× Gold                                                                | 200.000     |
| Griechenland (IFPI)          | Gold                                                                   | 10.000      |
| Irland (IRMA)                | 7× Platin                                                              | 105.000     |
| Italien (FIMI)               | Platin                                                                 | 50.000      |
| Japan (RIAJ)                 | 2× Platin                                                              | 500.000     |
| Neuseeland (RMNZ)            | 7× Platin                                                              | 105.000     |
| Österreich (IFPI)            | Platin                                                                 | 30.000      |
| Schweden (IFPI)              | Gold                                                                   | 20.000      |
| Schweiz (IFPI)               | Gold                                                                   | 20.000      |
| Vereinigte Staaten (RIAA)    | Diamant                                                                | 10.000.000  |
| Vereinigtes Königreich (BPI) | 11× Platin                                                             | 3.300.000   |
| Insgesamt                    | 7× Gold · 52× Platin · 1× Diamant ·                                    | 15.950.000  |

Hauptartikel: Eminem/Auszeichnungen für Musikverkäufe